# Gold Cross Football Club

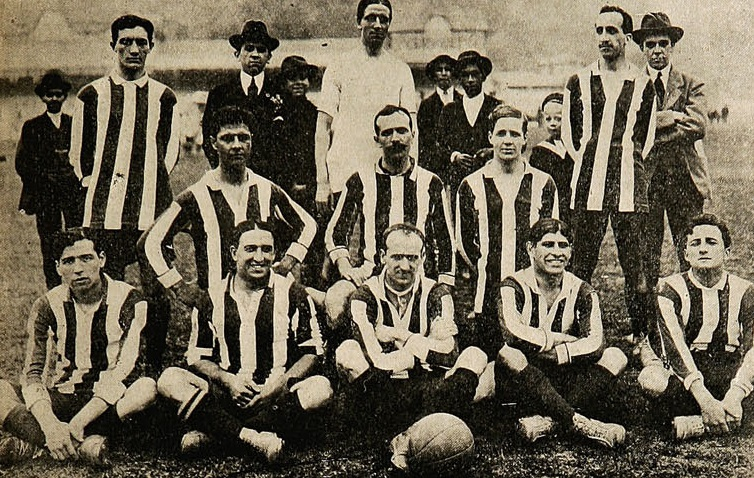
Formación del Gold Cross en 1913.

El Gold Cross Football Club fue un club de fútbol de Chile, con sede en la ciudad de Valparaíso. Fue fundado el 10 de mayo de 1901 por un grupo de jugadores del tercer equipo del Viña del Mar F. C., que decidieron abandonar la institución.
En 1906 ingresó a la tercera división de la Liga Valparaíso, al año siguiente pasó a la segunda división, y llegó a la primera división en 1909. Fue uno de los grandes animadores de la liga en los años 1910, y su mejor ubicación fue el subcampeonato de 1912. Se mantuvo en la Liga Valparaíso de forma ininterrumpida hasta 1921.
El club aportó a la selección chilena el jugador Norberto Ladrón de Guevara para el Campeonato Sudamericano 1917 disputado en Montevideo, Uruguay.

## Palmarés

### Títulos locales
- Subcampeón de la Liga Valparaíso (1): 1912.